# Egész (informatika)
Az egész, a programozási nyelvekben leggyakrabban angolul integer, ("int") az egyik legegyszerűbb adattípus neve. Általában az integer adattípus a matematikai értelemben vett egész számok részhalmaza, a számítógépes megvalósítás korlátai (legnagyobb tárolható egész) miatt. A memória technikai megvalósításától, illetve a műveletvégző egység képességétől függően különböző, de minden esetben véges méretű egész számok miatt kell korlátozni a kezelhető és/vagy tárolható legnagyobb és legkisebb egész szám értékét (gyakran e szám bitekben mért hosszát a 2 hatványai (4, 8, 16 stb.) határozzák meg).
Sebességkritikus programoknál fontos lehet, hogy az egész típusokat amiket használunk úgy válasszuk meg hogy az az architektúra bitszámához illeszkedjen, mert a számítógép ezeket a számokat tudja a leggyorsabban kezelni.

## Általános megszámlálható típusok
| Bitek | Név                                                                      | Tartomány (ha kettes komplemens módszerrel ábrázoljuk az előjeles egészeket) | Decimális számjegyek                             | Felhasználás |
| ----- | ------------------------------------------------------------------------ | ---------------------------------------------------------------------------- | ------------------------------------------------ | --- |
| 4     | nibble, semioctet                                                        | Előjeles: -8 .. +7                                                           | 1                                                | BCD (binárisan kódolt decimális), egyetlen decimális számjegy ábrázolása.                                                          |
| 4     | nibble, semioctet                                                        | Előjel nélküli: 0 .. +15                                                     | 2                                                | BCD (binárisan kódolt decimális), egyetlen decimális számjegy ábrázolása.                                                          |
| 8     | bájt (byte, octet)                                                       | Előjeles: −128 .. +127                                                       | 3                                                | ASCII karakterek, C/C++: char, C/C++: uint8_t, int8_t, Java: byte, C#: byte, T-SQL: tinyint, Delphi: Byte, Shortint                |
| 8     | bájt (byte, octet)                                                       | Előjel nélküli: 0 .. +255                                                    | 3                                                | ASCII karakterek, C/C++: char, C/C++: uint8_t, int8_t, Java: byte, C#: byte, T-SQL: tinyint, Delphi: Byte, Shortint                |
| 16    | félszó (halfword), rövid egész (short int)                               | Előjeles: −32 768 .. +32 767                                                 | 5                                                | UCS-2 karakterek, C/C++: short, int (minimum), uint16_t, int16_t, Java: short, C#: short, Java: char, Delphi: Word, Smallint       |
| 16    | félszó (halfword), rövid egész (short int)                               | Előjel nélkül: 0 .. +65 535                                                  | 5                                                | UCS-2 karakterek, C/C++: short, int (minimum), uint16_t, int16_t, Java: short, C#: short, Java: char, Delphi: Word, Smallint       |
| 32    | szó (word), hosszú egész (long integer), duplaszó (doubleword, longword) | Előjeles: −2 147 483 648 .. +2 147 483 647                                   | 10                                               | UCS-4 karakterek, Truecolor alfa csatornával (alpha), C/C++: int, uint32_t, int32_t, Java: int, C#: int, Delphi: Cardinal, Integer |
| 32    | szó (word), hosszú egész (long integer), duplaszó (doubleword, longword) | Előjel nélküli: 0 .. +4 294 967 295                                          | 10                                               | UCS-4 karakterek, Truecolor alfa csatornával (alpha), C/C++: int, uint32_t, int32_t, Java: int, C#: int, Delphi: Cardinal, Integer |
| 64    | duplaszó (doubleword, longword, long long, quad, quadword, int64)        | Előjeles: −9 223 372 036 854 775 808 .. +9 223 372 036 854 775 807           | 19                                               | C/C++: long long, uint64_t, int64_t, Java: long, C#: long, Delphi: Int64                                                           |
| 64    | duplaszó (doubleword, longword, long long, quad, quadword, int64)        | Előjel nélküli: 0 .. +18 446 744 073 709 551 615                             | 20                                               | C/C++: long long, uint64_t, int64_t, Java: long, C#: long, Delphi: Int64                                                           |
| n     | n-bites egész (általános eset)                                           | Előjeles: {\displaystyle (-2^{n-1})} .. {\displaystyle (2^{n-1}-1)}          | {\displaystyle \lceil (n-1)\log _{10}{2}\rceil } | Ada range -2**(n-1)..2**(n-1)-1 |
| n     | n-bites egész (általános eset)                                           | Előjel nélküli: 0 .. {\displaystyle (2^{n}-1)}                               | {\displaystyle \lceil n\log _{10}{2}\rceil }     | Ada range 0..2**n-1, Ada mod 2**n                                                                                                  |

Elméletileg, a digitális számítógépek különböző modelljei, például a Turing-gép végtelen (de megszámlálható) kapacitással rendelkeznek mind tárolás, mind pedig műveletvégzés szempontjából.